# Park der Felsbilder von Grosio
Der Park der Felsbilder (Parco delle Incisioni Rupestri) ist ein Archäologie- und Naturpark und befindet sich in Grosio und Grosotto, zwei Dörfern im Veltlin, Teil der Region Lombardei (Provinz Sondrio). Der Park wurde 1978 mit dem Ziel gegründet, das kulturelle Erbe des Dosso dei Castelli (Burghügel) von Grosio zu erhalten, zu erforschen und touristisch zu erschließen.

## Geschichte
Der Burghügel stellt eine bemerkenswerte Kombination an historischen, archäologischen, architektonischen und landschaftlichen Kulturgütern aus unterschiedlichen Epochen der Geschichte dar. Neben der Alten Burg (Castello Vecchio) aus dem 10./11. Jahrhundert und der Neuen Burg (Castello Nuovo) aus dem 14. Jahrhundert wurden die Hänge des Burghügels im Laufe der Jahrhunderte auch mit den charakteristischen Weinterrassen des Veltlins ummantelt. Eine besondere Stellung in diesem Ambiente nimmt der Große Felsrücken (Rupe Magna) ein. Dabei handelt es sich um einen einzelnen Felsen mit mehr als 5.000 Felszeichnungen (Petroglyphen) aus dem 4.–1. Jahrtausend v. Chr.

### Rupe Magna

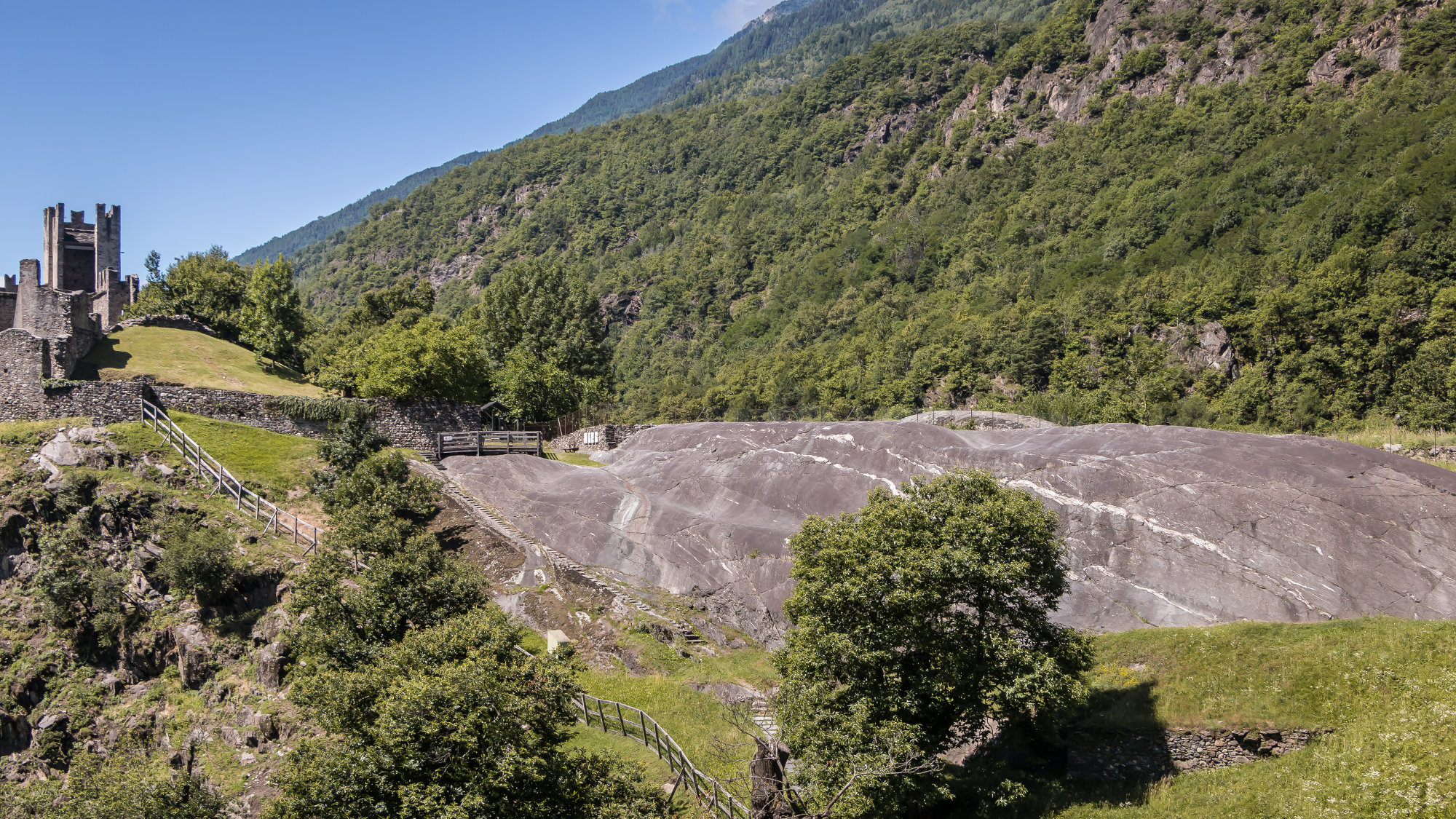
Rupe Magna, Überblick

Felsbilder wurden im Veltlin an verschiedenen Orten aufgefunden. Die bedeutendste Gruppe von Felszeichnungen findet sich jedoch in Grosio. Neben den vom italienischen Archäologen Davide Pace 1966 entdeckten Felsbilder auf dem Rupe Magna, fand Pace 1967 noch weitere Petroglyphen auf dem nördlich benachbarten Dosso Giroldo. Von 1991 bis 1995 wurden die Felszeichnungen des Rupe Magna vollständig kartiert, dokumentiert und wissenschaftlich untersucht. Dabei stellte sich heraus, dass über 5.000 Petroglyphen auf der Oberfläche des Rupe Magna abgebildet sind. Mit einem Ausmaß von 84 m Länge und 35 m Breite ist er damit auch der größte seiner Art im gesamten Alpenraum. Seine Form und geglättete Oberfläche verdankt der Rupe Magna der letzten Eiszeit, als Gletscher durch das Tal gezogen sind. Geologisch betrachtet handelt es sich hierbei um dunkelgrauen Phyllit mit weißen Quarzadern.
Zu den ältesten Felszeichnungen auf dem Rupe Magna zählen konzentrische Bögen, die an bereits bekannte Darstellungen auf Stelen des nahen Valcamonica Tales sowie aus dem Veltlin selbst (z. B. Teglio) erinnern und wohl in das 4./3. Jahrtausend v. Chr. datieren. Eine sehr bedeutende Gruppe formen die von Davide Pace als „Oranti Saltici“ (Hüpfende Adoranten) bezeichneten Darstellungen. Dabei handelt es sich um drei Paare von etwa 80 cm großen, anthropomorphen Figuren, die an das Ende der Bronzezeit (12.–10. Jh. v. Chr.) zu datieren sind. Ihre Extremitäten sind symmetrisch gehalten und im 90°-Winkel gebogen. Die Figuren scheinen zu tanzen. Aufgrund der Attribute in ihren Händen kann es sich um einen musikalischen Reigen oder aber um einen rituellen Waffentanz handeln.
Grundsätzlich handelt es sich beim Großteil der figürlichen Darstellungen am Rupe Magna um anthropomorphe Figuren. Aufgrund stilistischer und chronologischer Unterschiede kann man die Figuren in die Zeit der Mitte des 2. Jahrtausends v. Chr. bis zum 6. Jh. v. Chr. datieren. Der überwiegende Teil davon ist in die Eisenzeit zu stellen und zeigt Adoranten, die ihre Arme zur Anbetung gegen den Himmel strecken sowie Krieger, die Waffen in ihren Händen halten. Vereinzelt sind auch Tierdarstellungen auf dem Rupe Magna dokumentiert.
Archäologische Forschungen konnten auf dem Dosso dei Castelli auch zugehörige Spuren von Siedlungen aus der mittleren Bronzezeit (16.–14. Jh. v. Chr.) bis in die ausgehende Eisenzeit (1. Jh. v. Chr.) dokumentieren.

## Castello Vecchio

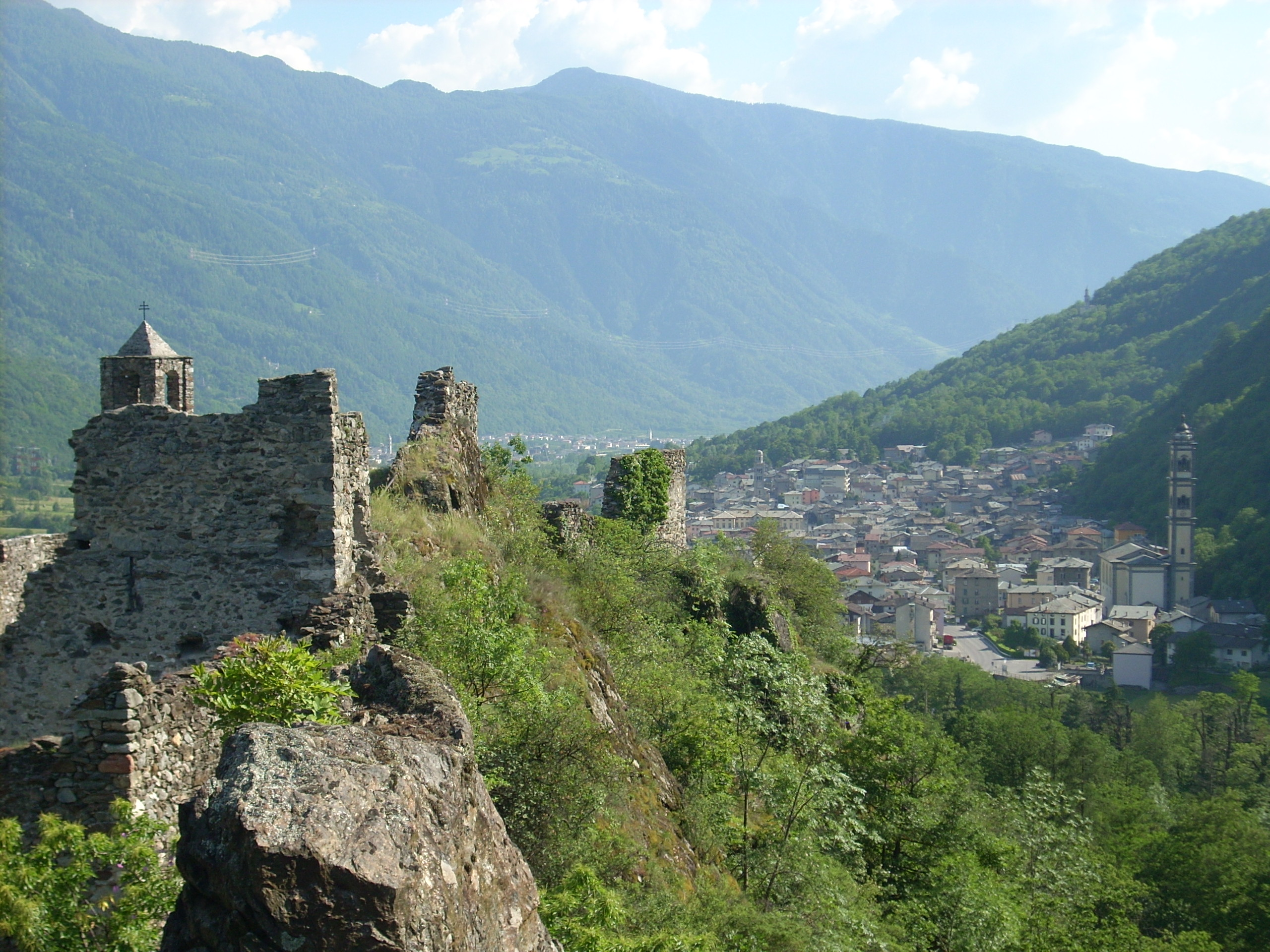
Castello Vecchio, Ansicht von NO

Das sogenannte Castello Vecchio (Alte Burg) wurde erstmals als „Castrum Groxi“ in einem Dokument aus dem Jahre 1150 erwähnt. Aufgrund archäologischer Überlegungen wird die Errichtung aber schon etwas früher mit Ende des 10. Jh. oder Beginn des 11. Jh. angenommen.
Die heutige Burgruine lässt noch immer die einstige Ausdehnung der Anlage erkennen. Im Grunde folgt sie dem Verlauf des westlichen Endes der Hügelkuppe des Dosso dei Castelli. Von hier überblickt man das Addatal, aber auch den Zugang zum Mortirolo-Pass, der das Veltlin mit dem Valcamonica beziehungsweise weiter über den Tonalepass mit dem Trentino verbindet. Die Burg ist historisch betrachtet eher als Machtsymbol des damaligen Landesherren, des Bischofs von Como, zu sehen und wurde in erster Linie zur Kontrolle des Personen- und Warenverkehrs eingesetzt. Wohl aber war auch die Einlagerung der Warenabgaben beziehungsweise Tribute ein wichtiger Teil der Burgfunktionen. Folgt man den schriftlichen Quellen, war das Castello Vecchio bis in das 16. Jahrhundert bewohnt.
Architekturhistorisch beeindruckt, dass Teile der Anlage nicht nur auf den anstehenden Felsen errichtet wurden, sondern regelrecht in den Stein geschnitten und gebaut wurden. Des Weiteren dominiert der romanische Turm der nur mehr in seinen Fundamenten erhaltenen Burgkapelle. Die früheste Phase dieser Kapelle, die den Heiligen Faustinus und Jovita geweiht ist, datiert archäologisch betrachtet in das 7.–8. Jahrhundert. Es handelte sich dabei um eine kleine Saalkirche die über eine in den Fels gehauene Doppelgrabanlage errichtet wurde.

## Castello Nuovo

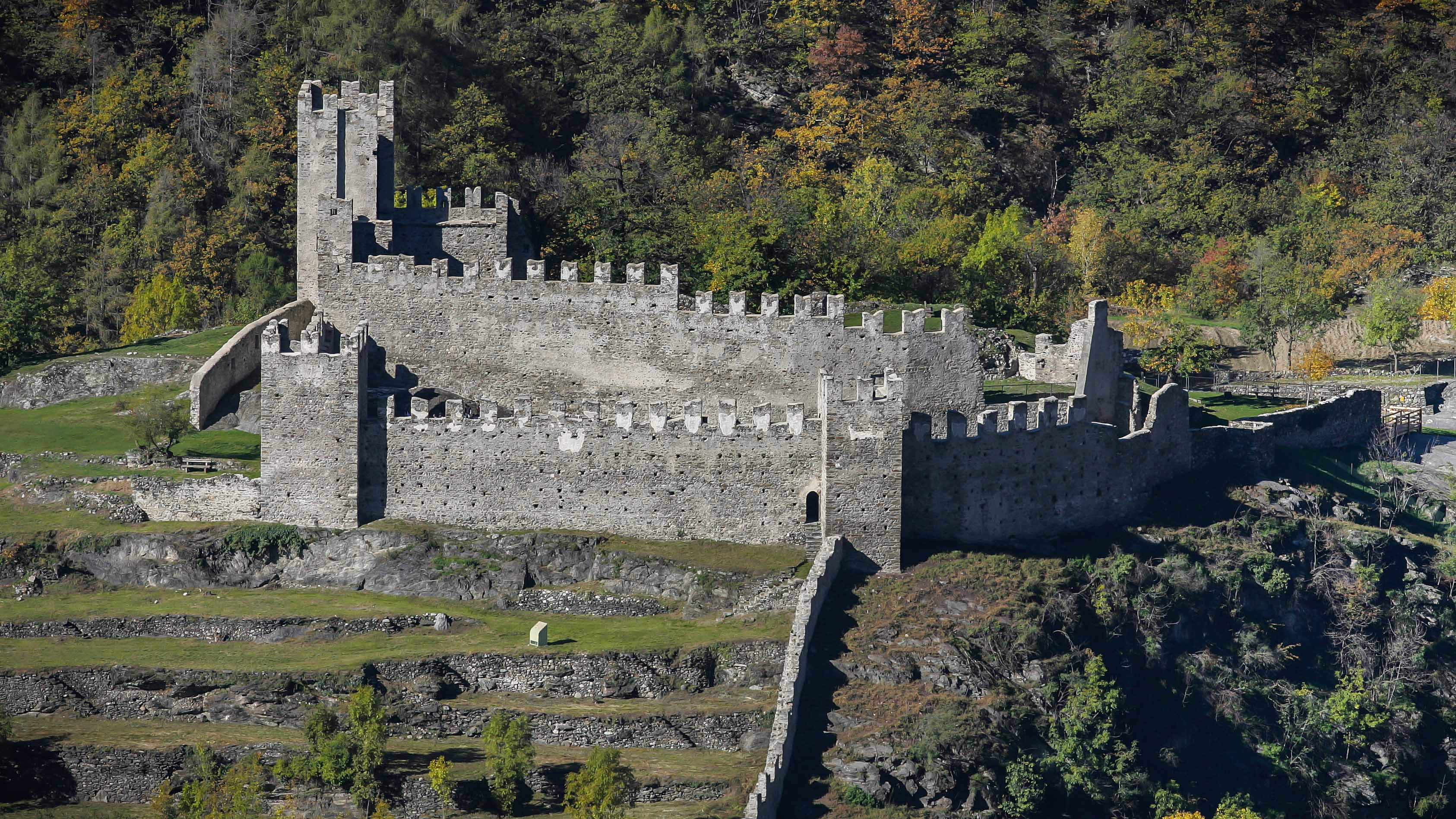
Castello Nuovo, Überblick von SO

Die Anlage des Castello Nuovo (Neue Burg) wurde in den Jahren 1350 bis 1375 auf Betreiben der Familie Visconti, den damaligen Herren von Mailand realisiert. Grund dafür war die veränderte politische Situation im Veltlin, als das Tal im Jahr 1335 von Como an Mailand fiel. Die neue Anlage sollte auch den veränderten militärisch-strategischen Bedürfnissen gerecht werden. Die Burg ist mit einem doppelten Mauerring ausgestattet und hält als letzten Verteidigungs- und Fluchtpunkt einen Bergfried. Die Südseite ist direkt an den Abhang des Burghügels gesetzt, während im Norden ehemals ein Graben der Sicherung der Festung diente. In Kriegshandlungen war die Burganlage aber de facto nie involviert. Im Jahre 1376 diente sie den Mailändern als Sammelpunkt ihrer Truppen, als sie gegen Bormio zogen.
Bereits 1526 wurde die Anlage durch eine teilweise Schleifung, insbesondere des Wohntraktes und anderer wichtiger Infrastruktur, von den neuen Herren des Veltlins außer Funktion genommen. Einige Jahre zuvor wurden die drei Talschaften Chiavenna, Veltlin und Bormio von den Bündnern erobert und in Folge von Mailand abgetrennt und als Untertanenland in den Freistaat der Drei Bünde eingegliedert.

## Kulturlandschaftliche Bedeutung

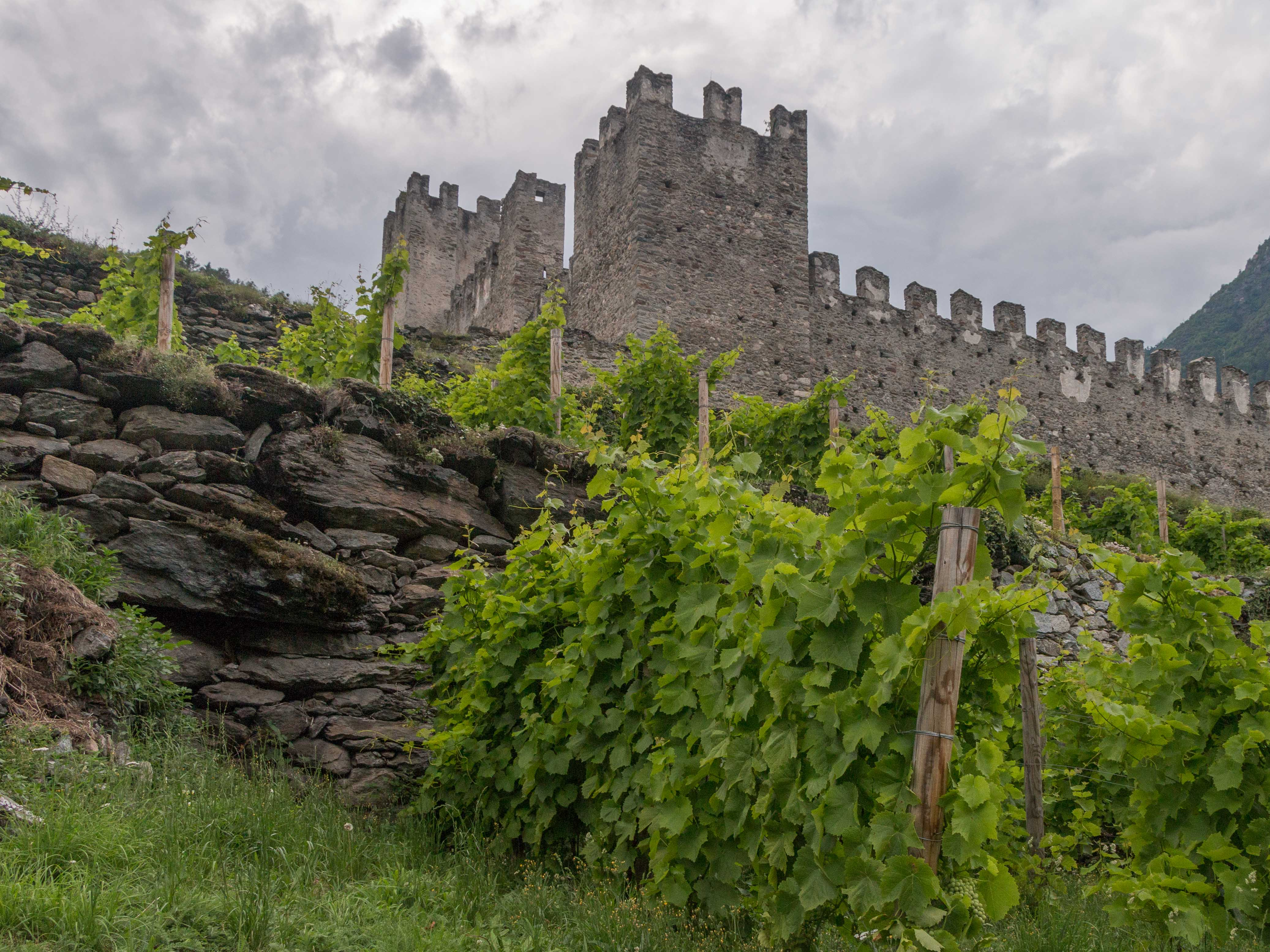
Weinterrassen am Dosso dei Castelli

Neben der archäologisch-historischen Relevanz des Ortes stellen die Abhänge des Burghügels ein treffendes Beispiel des menschlichen Eingriffes in die Natur und Landschaft im Veltlin dar. Im Laufe der Jahrhunderte nach der Errichtung des Castello Vecchio, nach dem 10./11. Jh., wurden hier Terrassenanlagen aus Trockensteinmauern errichtet, wie sie im gesamten Tal Veltlin typisch und landschaftsprägend sind.
Seit dem Jahr 2013 wurden durch die Fondazione Fojanini di Studi Superiore, Sondrio, die um den Burghügel liegenden Terrassen von der Vegetation des letzten Jahrhunderts befreit, bei Bedarf restrukturiert und letztlich wieder ihrer ursprünglich angedachten Bestimmung übergeben, dem Anbau von Weinreben. Obwohl das Veltlin sich zu einem Anbaugebiet für Rotweintrauben entwickelt hat, werden auf diesen revitalisierten Terrassenanlagen versuchsweise fünf verschiedene pilzwiderstandsfähige Sorten weißer Trauben erzeugt (Johanniter – Aromera – Bronner – Muscaris – Sauvignon Gris). Seit 2017 wird auch ein Wein aus diesen Beständen gekeltert.